# Hallands Dagblad
Hallands Dagblad var en konservativ tidning som gavs ut i Halland mellan 1955 och 1959. Den var en fortsättning på tidningen Halland, som på flera orter kommit att ersätta tidigare lokala konservativa tidningar, som Falkenbergs Tidning, Varbergsposten och Norra Hallands Tidning Vestkusten, som tvingats lägga ner på grund av ekonomiska problem.  

### Fotnoter
1. ↑  Kungliga Biblioteket: Hallands Dagblad Arkiverad 28 juni 2007 hämtat från the Wayback Machine.